# Retzow
Retzow är en kommun i Landkreis Havelland i förbundslandet Brandenburg i Tyskland. Kommunen ingår i kommunalförbundet Amt Friesack.